# Jason Scotland
Jason Kelvin Scotland (Morvant, Trinidad y Tobago, 18 de febrero de 1979) es un exfutbolista trinitense que jugaba como delantero. Como nota curiosa, Jason Scotland es catalogado como "mito" en el programa Marcador internacional. Tanto es así, que ha protagonizado un saludo propio para el programa de Radio Marca (con gazapo incluido).

## Selección nacional
Ha sido internacional con la Selección de fútbol de Trinidad y Tobago, ha jugado 41 partidos internacionales y ha anotado 8 goles.

### Participaciones en Copas del Mundo
| Mundial                        | Sede     | Resultado    |
| ------------------------------ | -------- | ------------ |
| Copa Mundial de Fútbol de 2006 | Alemania | Primera fase |

## Clubes
| Club                | País              | Año       |
| ------------------- | ----------------- | --------- |
| San Juan Jabloteh   | Trinidad y Tobago | 1996-1997 |
| Defence Force       | Trinidad y Tobago | 1998-2003 |
| Dundee United       | Escocia           | 2003-2005 |
| St. Johnstone FC    | Escocia           | 2005-2007 |
| Swansea City        | Gales             | 2007-2009 |
| Wigan Athletic      | Inglaterra        | 2009-2010 |
| Ipswich Town        | Inglaterra        | 2010-2013 |
| Barnsley            | Inglaterra        | 2013-2014 |
| Hamilton Academical | Escocia           | 2014-2015 |
| Stenhousemuir       | Escocia           | 2015-2016 |
| North East Stars    | Trinidad y Tobago | 2016-2017 |

## Palmarés

### Campeonatos nacionales
| Título                 | Club          | País              | Año  |
| ---------------------- | ------------- | ----------------- | ---- |
| Copa Trinidad y Tobago | Defence Force | Trinidad y Tobago | 1998 |
| Football League One    | Swansea City  | Inglaterra        | 2008 |

### Copas internacionales
| Título                         | Club          | País              | Año  |
| ------------------------------ | ------------- | ----------------- | ---- |
| Campeonato de Clubes de la CFU | Defence Force | Trinidad y Tobago | 2001 |